# Hermès
Hermès là một công ty thời trang xa xỉ có trụ sở ở Paris, Pháp. Công ty được sáng lập bởi Thierry Hermès vào năm 1837, ngày nay chuyên sản xuất hàng da, phụ kiện thời trang, nước hoa, hàng xa xỉ, và quần áo may sẵn. Logo của công ty từ những năm 1950, là một chiếc xe ngựa.
Sản phẩm của Hermès nổi bật nhất phải kể đến là túi xách Birkin, đặt theo một diễn viên cùng tên, túi xách Birkin có giá từ 10.000 – 150.000 USD, tùy thuộc vào kích cỡ và chất liệu, thậm chí là cả triệu USD đối với phiên bản da cá sấu sông Nile bạch tạng.